# Buxus colchica
Buxus colchica (đồng nghĩa B. hyrcana) là một loài Buxus bản địa của Azerbaijan, Gruzia, Nga, và Thổ Nhĩ Kỳ. Chúng hiện đang bị đe dọa vì mất nơi sống.
Nó là một thường xanh cây bụi hoặc cây cỡ nhỏ, có liên hệ rất gần với Buxus sempervirens, và thường được coi là đồng nghĩa của nó. It does not differ from B. sempervirens in any visible character.